# Olympische Sommerspiele 1992/Teilnehmer (Tunesien)
| Gelbes Symbol für Goldmedaillen mit stilisierten Olympischen Ringen | Graues Symbol für Silbermedaillen mit stilisierten Olympischen Ringen | Braundes Symbol für Bronzemedaillen mit stilisierten Olympischen Ringen |
| ------------------------------------------------------------------- | --------------------------------------------------------------------- | ----------------------------------------------------------------------- |
| —                                                                   | —                                                                     | —                                                                       |

Tunesien nahm an den Olympischen Sommerspielen 1992 in Barcelona, Spanien, mit einer Delegation von 13 Sportlern (elf Männer und zwei Frauen) an 13 Wettkämpfen in sieben Sportarten teil. Medaillen konnten keine gewonnen werden. Es war die achte Teilnahme an Olympischen Sommerspielen für das Land.

## Teilnehmer nach Sportarten

### Boxen
Herren
- Lotfi Missaoui
  - Mittelgewicht

Runde eins: ausgeschieden gegen Gilberto Brown von den Amerikanischen Jungferninseln nach Punkten (4:6)
Rang 17

- Kalai Riadh
  - Bantamgewicht

Runde eins: gegen Miguel Dias aus den Niederlanden nach Punkten (1:17) durchgesetzt
Runde zwei: ausgeschieden gegen Joel Casamayor aus Kuba nach Punkten (11:16)
Rang neun

- Mohamed Soltani
  - Federgewicht

Runde eins: gegen Davis Lusimbo aus Uganda nach Punkten durchgesetzt (13:8)
Runde zwei: ausgeschieden gegen Eddy Suárez aus Kuba durch technischen KO in der zweiten Runde
Rang neun

### Gewichtheben
Herren
- Arbi Trab
  - Bantamgewicht

Finale: 220,0 kg, Rang 19
Reißen: 100,0 kg, Rang 19
Stoßen: 120,0 kg, Rang 19

### Judo
Herren
- Salah Rekik
  - Halbmittelgewicht

Rang 22

### Leichtathletik
Herren
- Mahmoud El-Kalboussi
  - 5000 Meter Lauf

Runde eins: ausgeschieden in Lauf eins (Rang acht), 13:55,01 Minuten

### Ringen
Herren

Freistil
- Chokri Boudchiche
  - Fliegengewicht

Gruppe B, ohne Punkte nach Runde zwei ausgeschieden
Runde eins: gegen Zeke Jones aus den USA verloren (0:15)
Runde zwei: gegen Christopher Woodcroft aus den Kanada verloren (0:10)

- Chaouki Sammari
  - Halbfliegengewicht

Gruppe B, mit einem Punkt nach Runde drei ausgeschieden
Runde eins: gegen László Óváry aus Ungarn verloren (5:7)
Runde zwei: Freilos
Runde drei: gegen Reiner Heugabel aus Deutschland verloren (Schultersieg des Gegners)

Griechisch-Römisch
- Mohamed Naouar
  - Halbschwergewicht

Gruppe B, ohne Punkte nach Runde zwei ausgeschieden
Runde eins: gegen Franz Marx aus Österreich verloren (0:5)
Runde zwei: gegen Maik Bullmann aus Deutschland verloren (0:16)

### Segeln
Herren
- Karim Chammari
  - Windsurfen

Finale: 395,0 Punkte, Rang 34
Rennen eins: 40,0 Punkte, Rang 34
Rennen zwei: 43,0 Punkte, Rang 37
Rennen drei: 35,0 Punkte, Rang 29
Rennen vier: 51,0 Punkte, Rang 39
Rennen fünf: 38,0 Punkte, Rang 32
Rennen sechs: 36,0 Punkte, Rang 30
Rennen sieben: 34,0 Punkte, Rang 28
Rennen acht: 42,0 Punkte, Rang 36
Rennen neun: 42,0 Punkte, Rang 36
Rennen zehn: 34,0 Punkte, Rang 28

### Tischtennis
Damen

Doppel
- Ergebnisse
Gruppenphase: Gruppe D, Rang vier, ohne Sieg
Spiel eins: 0:2-Niederlage gegen Li Bun Hui und Yu Sun-bok aus Nordkorea
Spiel eins: 0:2-Niederlage gegen Marie Hrachová und Jaroslava Mihočková aus der Tschechoslowakei
Spiel eins: 0:2-Niederlage gegen Lotta Erlman und Marie Svensson aus Schweden
- Mannschaft
Feiza Ben Aïssa
Sonia Touati

Einzel
- Feiza Ben Aïssa
Gruppenphase: Gruppe C, Rang vier, ohne Sieg ausgeschieden
Spiel eins: 0:2-Niederlage gegen Hyun Jung-hwa aus Südkorea
Spiel zwei: 0:2-Niederlage gegen Lotta Erlman aus Schweden
Spiel drei: 0:2-Niederlage gegen Polona Frelih aus Slowenien

- Sonia Touati
Gruppenphase: Gruppe G, Rang vier, ohne Sieg ausgeschieden
Spiel eins: 0:2-Niederlage gegen Po Wa Hai aus Hongkong
Spiel zwei: 0:2-Niederlage gegen Jeong-Im Lee aus Südkorea
Spiel drei: 0:2-Niederlage gegen Kerri Tepper aus Australien

Herren

Einzel
- Mourad Sta
Gruppenphase: Gruppe B, Rang vier, ohne Sieg ausgeschieden
Spiel eins: 0:2-Niederlage gegen Jan-Ove Waldner aus Schweden
Spiel zwei: 0:2-Niederlage gegen Kang Hee-chan aus Südkorea
Spiel drei: 0:2-Niederlage gegen Igor Solopov aus Estland